# Nagykölked
Nagykölked is een plaats (község) en gemeente in het Hongaarse comitaat Vas. Nagykölked telt 152 inwoners (2001).